# 汐汲坂

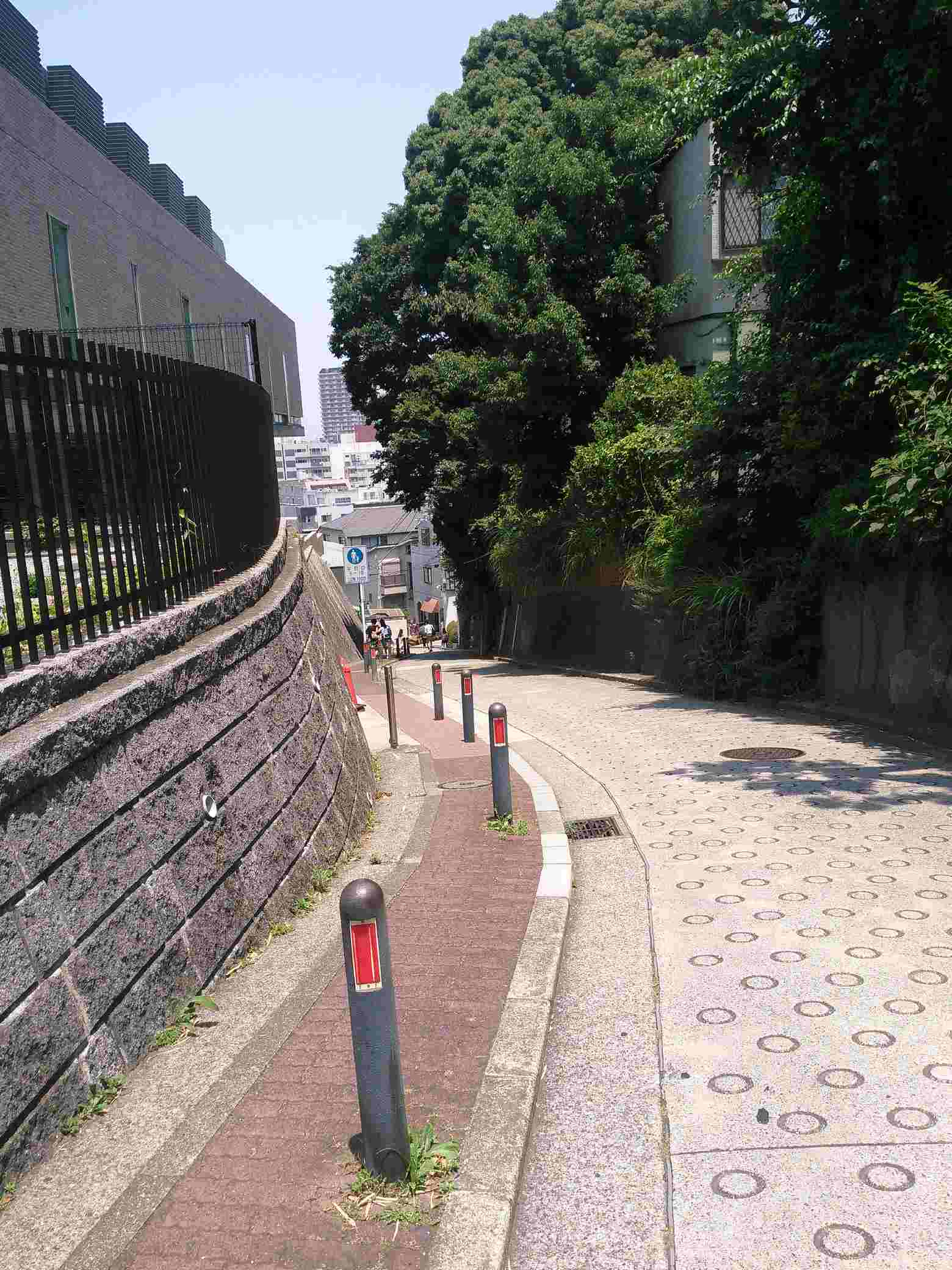
坂の上部より坂下方向を見る。左手はフェリス女学院中学校・高等学校。

汐汲坂（しおくみざか）は、神奈川県横浜市中区の元町から山手町に通じる坂である。

## 地理

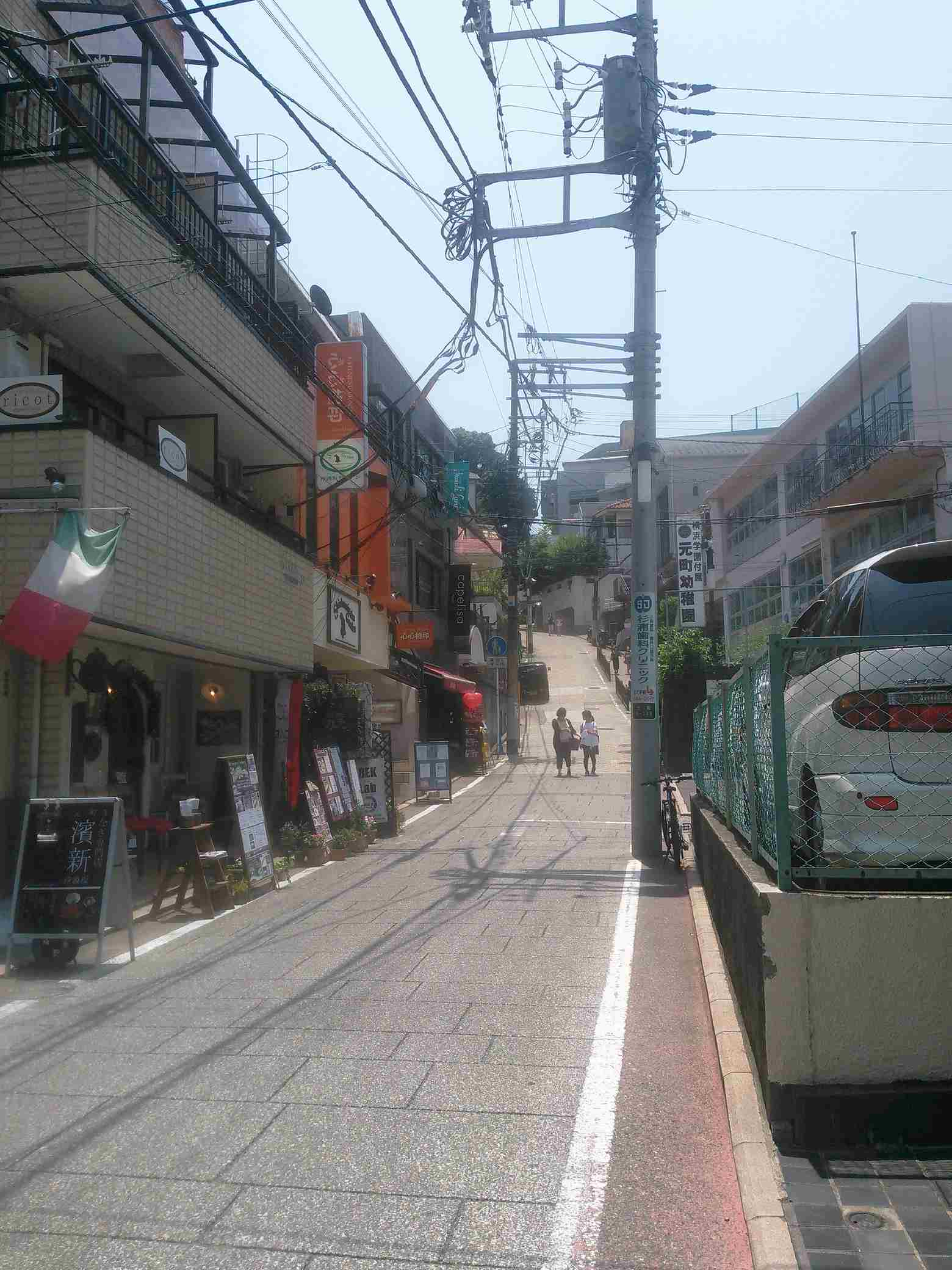
坂の下は元町の商店街の一部をなす。

谷戸坂、見尻坂、貝殻坂、額坂、代官坂、高田坂、西の坂などとともに、元町から山手の丘に登る坂の一つである。元町3・4丁目境に位置し、長さは190mほどである。
ふもとの道沿いにはベーカリー「ポンパドウル」本社や、汐汲坂の名を冠したイタリアンレストラン、横浜学園附属元町幼稚園がある。元町幼稚園は、かつて小説家中島敦が教鞭をとった横浜高等女学校（現在の横浜学園高等学校、磯子区岡村に移転）の跡にある。さらに登ると右手にフェリス女学院中学校・高等学校が現れ、登りきったところで左手から高田坂が合流し山手本通りと交差する。狭隘な道であるが自動車の通行は可能である。平日の午前9時から午後3時にかけては、元町幼稚園付近が歩行者専用となる。

## 歴史
坂の名は、横浜市史稿によると水利に乏しい丘の上へ、農夫が海水を汲んで登ったからとする説があるが、『横浜の坂』の著者の小寺篤は、塩害のおそれのある海水は農業には不向きで、「汐見坂」から転じたのではないかと推測している。市民グラフ・ヨコハマNO.95「横浜橋めぐり坂あるき」によると、農民が小規模な製塩を行ったのではないかとしているが、いずれも定かでない。1884年（明治17年）には、山手居留地26ヶ町の一つとして横浜区汐汲坂の町名が付いた。1889年に横浜市に所属したのち、1899年（明治32年）に山手町に編入され、町名としては消滅した。